# Samat Smakow
Samat Kabyruły Smakow (kaz. Самат Қабірұлы Смақов, ur. 8 grudnia 1978 w Semej) – kazachski piłkarz grający na pozycji bocznego obrońcy. Od 2015 roku jest zawodnikiem klubu Irtysz Pawłodar.

## Kariera klubowa
Karierę piłkarską Smakow rozpoczął w klubie FK Jelimaj. W 1997 roku awansował do kadry pierwszej drużyny. W tamtym sezonie zadebiutował w niej w kazachskiej Priemjer-Lidze. W 1998 roku wywalczył swój pierwszy w karierze tytuł mistrza Kazachstanu. W 1999 roku odszedł do Irtyszu Pawłodar, z którym także został mistrzem kraju.
W 2000 roku Smakow wyjechał do Rosji. Przez dwa lata występował w tamtejszej Priemjer Lidze, w zespole Rostsielmasza Rostów.
W 2002 roku Smakow wrócił do Kazachstanu i został zawodnikiem Żengysu Astana. Zdobył z nim Puchar Kazachstanu. W 2003 roku grał w FK Jelimaj, a w 2004 roku przeszedł do Kajratu Ałmaty. W 2004 roku wywalczył z Kajratem mistrzostwo kraju.
W 2007 roku Smakow podpisał kontrakt z FK Aktöbe. W latach 2008 i 2009 został mistrzem Kazachstanu, a w 2010 roku - wicemistrzem. Wraz z Aktöbe zdobył też Puchar Kazachstanu w 2008 roku i Kazachstanu w latach 2008 i 2010. W 2013 grał w Çaykur Rizesporze, a w latach 2013–2014 ponownie występował w Kajracie Ałmaty. W 2015 roku wrócił do Irtyszu Pawłodar.
W latach 2004 i 2008 Smakow był wybierany Piłkarzem Roku w Kazachstanie.
| Sezon   | Klub                | Kraj       | Rozgrywki     | Mecze | Bramki |
| ------- | ------------------- | ---------- | ------------- | ----- | ------ |
| 1997    | FK Jelimaj          | Kazachstan | Priemjer-Liga | 10    | 1      |
| 1998    | FK Jelimaj          | Kazachstan | Priemjer-Liga | 23    | 5      |
| 1999    | Irtysz Pawłodar     | Kazachstan | Priemjer-Liga | 20    | 1      |
| 2000    | Rostsielmasz Rostów | Rosja      | Priemjer-Liga | 24    | 0      |
| 2001    | Rostsielmasz Rostów | Rosja      | Priemjer-Liga | 15    | 0      |
| 2002    | Żengys Astana       | Kazachstan | Priemjer-Liga | 11    | 2      |
| 2003    | FK Jelimaj          | Kazachstan | Priemjer-Liga | 27    | 4      |
| 2004    | Kajrat Ałmaty       | Kazachstan | Priemjer-Liga | 36    | 4      |
| 2005    | Kajrat Ałmaty       | Kazachstan | Priemjer-Liga | 28    | 7      |
| 2006    | Kajrat Ałmaty       | Kazachstan | Priemjer-Liga | 27    | 4      |
| 2007    | FK Aktöbe           | Kazachstan | Priemjer-Liga | 30    | 3      |
| 2008    | FK Aktöbe           | Kazachstan | Priemjer-Liga | 30    | 6      |
| 2009    | FK Aktöbe           | Kazachstan | Priemjer-Liga | 25    | 8      |
| 2010    | FK Aktöbe           | Kazachstan | Priemjer-Liga | 32    | 9      |
| 2011    | FK Aktöbe           | Kazachstan | Priemjer-Liga | 30    | 2      |
| 2012    | FK Aktöbe           | Kazachstan | Priemjer-Liga | 24    | 2      |
| 2012/13 | Çaykur Rizespor     | Turcja     | 1. Lig        | 16    | 0      |
| 2013    | Kajrat Ałmaty       | Kazachstan | Priemjer-Liga | 7     | 0      |
| 2014    | Kajrat Ałmaty       | Kazachstan | Priemjer-Liga | 25    | 0      |
| 2015    | Irtysz Pawłodar     | Kazachstan | Priemjer-Liga |       |        |

## Kariera reprezentacyjna
W reprezentacji Kazachstanu Smakow zadebiutował 31 marca 2000 roku w wygranym 1:0 meczu eliminacji do Pucharu Azji 2000 z Jordanią, rozegranym w Dosze. W swojej karierze grał też w: eliminacjach do MŚ 2002, MŚ 2006, Euro 2008, MŚ 2010 i Euro 2012.